# Fethiye
Fethiye es una ciudad y un distrito de la provincia de Muğla, en la región mediterránea de Turquía. Cuenta con una población de 84 053 habitantes como ciudad y 195 419 como distrito (2012). La ciudad actual se encuentra sobre las ruinas de la antigua Telmeso, algunas de las cuales se pueden observar hoy en día, como el teatro griego junto al muelle principal.
Se trata de uno de los principales centros turísticos de Turquía, y cuenta con una mayor afluencia de visitantes en verano.
El Museo de Fethiye, con numerosos objetos antiguos, sirve de muestra de las sucesivas civilizaciones que han existido en la región, empezando por Licia.
Hasta hace menos de un siglo, Fethiye se conocía con su nombre griego: Makri (Μάκρη). Su nombre fue cambiado en 1934, en honor al piloto Tayyareci (en turco antiguo ‘aviador’) Fethi Bey, fallecido el 3 de marzo de 1914 al caer su avión en una población cerca de Damasco, cuando realizaba el primer vuelo entre Estambul y Alejandría. Los griegos que vivían en el pueblo antes del intercambio de poblaciones entre Grecia y Turquía de 1922 fueron expulsados y fundaron la ciudad de Nea Makri (Nueva Makri) en su nuevo país.